# 上塞普瓦
上塞普瓦（法語：Seppois-le-Haut，法語發音：[sɛpwa lə o] ⓘ）是法国上莱茵省的一个市镇，与下塞普瓦相邻，属于阿尔特基什区。

## 地理
上塞普瓦（47°32'0"N, 7°11'1"E）面积6.27 平方千米，位于法国大東部大區上莱茵省，该省份为法国东部内陆省份，是阿尔萨斯的一部分，今与下莱茵省组成了阿尔萨斯欧洲集体，其北临下莱茵省，西接孚日省，西南接贝尔福地区省，东侧沿莱茵河与德国相望，南与瑞士接壤。
与上塞普瓦接壤的市镇（或旧市镇、城区）包括：下塞普瓦、普费特鲁斯、比塞勒、莫斯拉尔格、拉尔吉岑。

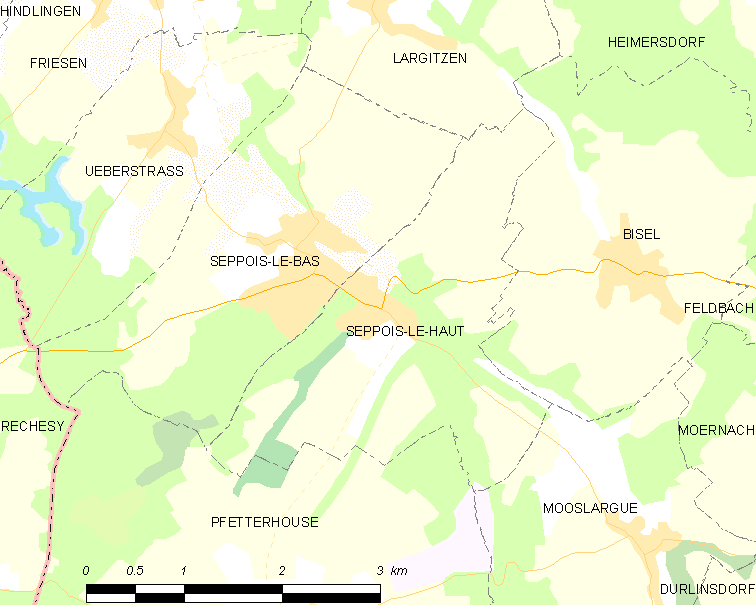
上塞普瓦的OSM定位图

上塞普瓦的时区为UTC+01:00、UTC+02:00（夏令时）。

## 行政
上塞普瓦的邮政编码为68580，INSEE市镇编码为68306。

## 政治
上塞普瓦所属的省级选区为马斯沃-尼德布吕克县。

## 人口

1962-2008年间上塞普瓦人口变化图示

上塞普瓦于2022年1月1日时的人口数量为504人。